# Guerra della Mucca
La guerra della mucca (in francese: Guerre de la Vache, in vallone: Guere del vatche) fu una guerra combattuta nella regione di Condroz tra Ciney, Jallet e Andenne negli anni 1275-1278. Si suppone che provocò circa 15000 morti. Il conflitto era combattuto tra le diverse signorie del Condroz.

## Cause del conflitto
Durante un torneo ad Andenne organizzato da Guy de Dampierre, marchese di Namur e conte di Fiandra, un contadino di nome Engoran de Jalhay (al servizio del signore di Goesnes) vi portò una mucca che precedentemente aveva rubato a Ciney. Il proprietario dell'animale, Rigaud de Corbion, lo riconobbe e lo denunciò al balivo di Condroz, che arrestò Engoran. Engoran fu costretto a pagare una multa per evitare l'esecuzione e restituire la mucca, ma gli uomini del balivo, forse per errore, lo uccisero ugualmente. Il signore di Goesnes, che aspirava a diventare balivo di Condroz, prese l'esecuzione di un suo contadino come pretesto per attaccare Condroz.
Il marchese di Namur, insieme al duca Giovanni I di Brabante e Gerard de Debuy attaccarono Hesbay, mentre Enrico V di Lussemburgo attaccò Condroz. 
Il 17 aprile 1276 Enrico V andò a Ciney, ma venne bloccato da un esercito di 2400 uomini composto da cavalleria e fanteria. Gli abitanti del Condroz persero 500 uomini e vennero sconfitti.
L'anno successivo (1277) nella battaglia di La Warde de Steppes, una coalizione di cavalieri del Liége sconfisse Namur.